# Jules Evariste van Biesbroeck
Pour les articles homonymes, voir Van Biesbroeck.
Jules Evariste van Biesbroeck (né 11 avril 1848 à Gand, Belgique et mort le 19 juillet 1920 à Bordighera, Italie) est un peintre et un ciseleur belge.
Son champ pictural couvre les scènes de genre, les sujets historiques, les portraits, les panneaux décoratifs, et le dessin d'affiches.

## Biographie

### Famille et formation
Jules Evariste (Julius Evaristus) van Biesbroeck, né à Gand le 11 avril 1848, est le neuvième des dix enfants de Jacobus Josephus van Biesbroeck, ciseleur sur métaux, et de Julia Stephania Istas, couturière.
Il exerce, à l'instar de son père, le métier de ciseleur dès 1861, tout en effectuant, avec son frère Louis Pierre de neuf ans son aîné, ses études à l'Académie des Beaux-Arts de Gand entre 1859 et 1870, où il est élève de Théodore Canneel,.
Jules Evariste van Biesbroeck expose pour la première fois, en 1871, au Salon de Gand et présente le tableau Œdipe et sa fille se rendant en exil. Au cours des années suivantes, il participe régulièrement à des expositions à Gand, Bruxelles et Anvers. De 1872 à 1874, grâce à des subventions, il voyage à Naples et à Portici en Italie, où, en 1873, naît, de son mariage avec Léonie De Keuckelaere, son fils Jules Pierre van Biesbroeck.

### Carrière
Dès 1878, après l'obtention du second Prix de Rome belge grâce à son Le retour du fils prodigue, il se rend à nouveau en Italie, qui devient au fil du temps sa seconde patrie, et où il rencontre de nombreux artistes belges, tels Alfred Cluysenaar, Louis Joseph Le Brun ou Willem Geets. Lors de ses retours en Belgique, Jules van Biesbroeck, se consacre notamment à l'illustration, comme l'album Cortège historique de la pacification de Gand, où il dessine cinq des onze planches publiées en 1876. À partir de cette date, il devient portraitiste pour la bourgeoisie gantoise et en 1881, il entre dans le cercle artistique et littéraire de Gand,.
Peintre cosmopolite, Jules Evariste van Biesbroeck expose en 1883 et en 1886 au salon des Champs-Élysées. En 1889, il expose La colombe et la fourmi à l'Exposition universelle de Paris.
En 1879, il est nommé professeur de dessin à l'Académie des Beaux-Arts de Gand, où il demeure jusqu'en 1908 et compte parmi ses élèves des peintres tels que Gustave de Smet, Frits van den Berghe, Gustave Van de Woestyne et Hippolyte Daeye. À partir de 1892, il travaille avec Jean Delvin à une réorganisation des cours de l'académie et se consacre à l'éducation de son fils Jules Pierre, sculpteur et artiste peintre.
Après sa carrière académique, il se rend chaque année à Bordighera, en Ligurie, où il s'adonne à son métier de ciseleur. Au début de la Première Guerre mondiale, il émigre définitivement à Bordighera, où il meurt, à l'âge de 72 ans, le 19 juillet 1920.

## Œuvres

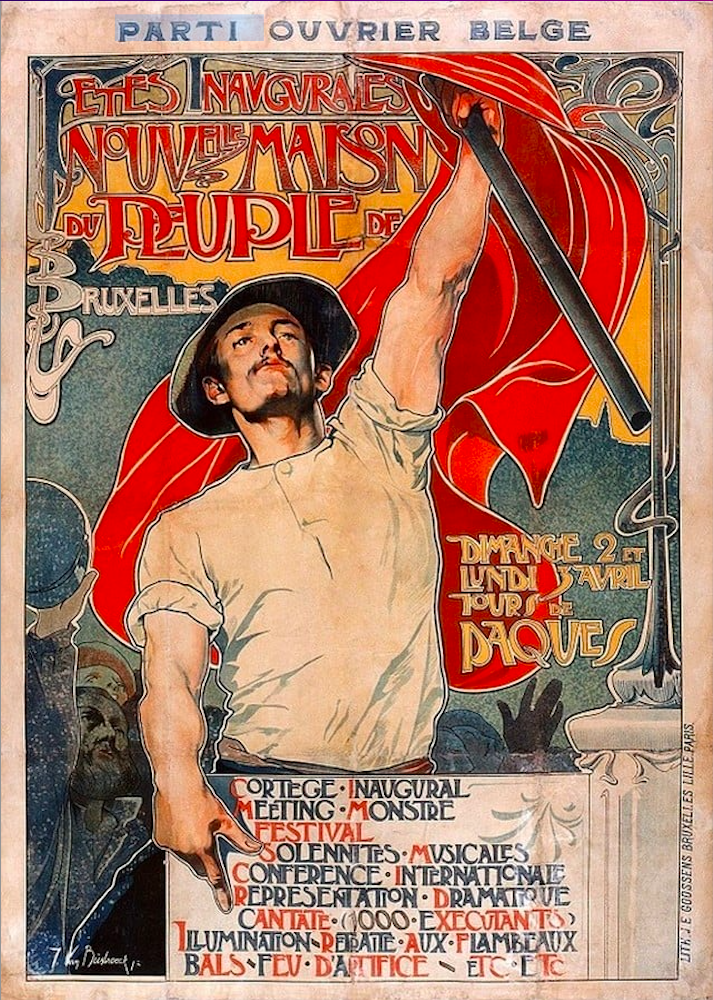
Fêtes inaugurales Maison du Peuple Bruxelles (affiche lith., 1899).

- Œdipe et sa fille, salon de Gand de 1871 ;
- Le Retour du fils prodigue, second prix de Rome belge en 1878 ;
- Heureux, salon de Gand de 1883, médaille d'or ;
- Le Réveil, 1883 ;
- Isis, salon des Champs-Élysées de 1886 ;
- Oreste poursuivi par les Euménides, salon des Champs-Élysées de 1886 ;
- Pénélope pleurant sur l'arc d'Ulysse, salon de Bruxelles de 1887 ;
- Lancement de l'Argo, salon de Bruxelles de 1890 ;
- Avril, salon de Bruxelles de 1893 ;
- Orphée, à l'Exposition internationale de Bruxelles de 1897.